# Vallon de Sainte-Catherine
Pour les articles homonymes, voir Sainte-Catherine.
Le vallon de Sainte-Catherine est une petite vallée de France située en Haute-Savoie, en bordure de l'agglomération annécienne, sur les pentes du Semnoz. Boisé et aujourd'hui désert, il abritait le couvent Sainte-Catherine. Le site est accessible à pied par un sentier de randonnée.